# Herb gminy Wizna
Herb gminy Wizna – jeden z symboli gminy Wizna, autorstwa Kamila Wójcikowskiego i Roberta Fidury, ustanowiony 31 maja 2022.

## Wygląd i symbolika
Herb przedstawia na tarczy w polu złotym tura czerwonego stojącego, patrzącego wprost, z wysuniętą lewą przednią nogą, omiatającego ogonem zadnią lewą nogę. Herb ten jest spójny z herbami innych historycznych miast regionu, które wyobrażają dzikie, puszczańskie zwierzęta: herb Sejn, herb Zambrowa, herb Goniądza, stary herb Ostrołęki, herb Węgrowa, herb Łomży, herb Bielska Podlaskiego, stary herb Dąbrowy Białostockiej. 

## Historia

Stary herb gminy Wizna

Wizerunek tura widniał na XVI-wiecznych pieczęciach Wizny. Do roku 2022 miasto posługiwało się herbem będącym niedokładną kopią cyfrową herbu Wizny opracowanego na potrzeby wydawnictwa Miasta polskie w tysiącleciu. Nowy herb, będący wiernym odwzorowaniem wizerunków napieczętnych opracowali Kamil Wójcikowski i Robert Fidura. 